# Brennpunkt Brooklyn
Brennpunkt Brooklyn (Originaltitel: The French Connection) ist ein US-amerikanischer Kriminalfilm aus dem Jahr 1971, der unter anderem mit dem Oscar als Bester Film ausgezeichnet wurde. Als Vorlage diente das 1969 erschienene Buch The French Connection von Robin Moore, das wiederum auf wahren Begebenheiten aus dem New York der frühen 1960er-Jahre basiert. Der Thriller wurde von Ernest Tidyman für Regisseur William Friedkin adaptiert. In der Bundesrepublik Deutschland erschien der Film am 14. Januar 1972 und in der DDR am 28. Juni 1974.

## Handlung
Die Polizisten Jimmy „Popeye“ Doyle und Buddy „Cloudy“ Russo gehören dem Drogendezernat des New York City Police Departments an. Doyle und sein Partner gehen nach einem Nachtdienst in den Nachtclub Copacabana, weil sie nicht schlafen können. Dort fällt ihnen zufällig jemand auf, den sie aus einer Laune heraus beobachten. Sie observieren diese auffällige Person und stellen fest, dass seine Lebensumstände nicht mit seinem Verhalten im Nachtclub im Einklang stehen. Im Nachtclub warf der Verdächtige mit Geld um sich, was zu seinem ausgeübten Beruf in keinem Verhältnis steht. Die Basis für weitere Ermittlungen ist damit gelegt. Den anfänglichen Observationen folgt eine Abhöraktion.
Die Polizisten beschatten Salvatore Boca, der den Kauf von 89-prozentigem Heroin im Wert von 32 Millionen US-Dollar von dem französischen Drogenboss Alain Charnier aus Marseille plant.
Da Popeye und Cloudy durch ihre Ermittlungen diesem Charnier immer näher kommen, veranlasst der einen Mordanschlag auf Popeye. Dies führt zu einer brutalen Hochbahnentführung und einer Verfolgungsjagd. Popeye riskiert bei dieser Verfolgungsjagd mehrmals sowohl sein eigenes als auch das Leben Unbeteiligter, aber er stellt und erschießt den Auftragskiller.
Bei einer nächtlichen Observierung beschlagnahmt er ein Fahrzeug, das der französische Schauspieler Devereaux im Auftrag Charniers in die USA bringen ließ. Zunächst entsteht der Eindruck, Popeye hätte ins Leere gegriffen: die Polizei findet nichts im Wagen. Popeye lässt den Wagen in die Werkstatt bringen und zerlegt diesen in alle seine Einzelteile. Als bereits keine Hoffnung mehr besteht etwas Brauchbares zu entdecken, findet Popeye die Drogen unter einer Leiste in einem der Seitenschweller.
Die Polizei stellt den US-amerikanischen und französischen Gangstern bei der Drogenübergabe eine Falle; dabei kommt es zu einem Schusswechsel zwischen der Polizei und der „French Connection“ in einem verlassenen Fabrikgebäude außerhalb von New York. Bei diesem Feuergefecht erschießt Popeye irrtümlich Mulderig, einen Beamten des FBI, setzt aber die Verfolgung von Charnier fort.
Hier verlässt Popeye den Blickwinkel des Kinozuschauers, im Off fällt ein Schuss und der Abspann des Films beginnt. Eine Einblendung informiert die Zuschauer über die Schicksale der wichtigsten Filmfiguren: Die beiden Polizisten Popeye und Cloudy wurden aus dem Drogendezernat versetzt, Joel Weinstock und Angie Boca kamen ohne Gefängnisstrafe davon, Lou Boca bekam eine reduzierte Strafe und Devereaux vier Jahre Haft. Charnier wurde nie gefasst und es wird vermutet, dass er unbehelligt in Frankreich weiterleben würde.

## Hintergrund
Als Vorlage für den Film und das Buch diente ein Drogenfund im Jahr 1962, der zu den bis dahin größten der New Yorker Polizeigeschichte zählte. Maßgeblich verantwortlich für den Fund war der Polizist Eddie Egan (1930–1995), der als einer der härtesten Polizisten New Yorks galt und als Vorbild für die Hauptfigur des Doyle fungierte (ebenso wie dieser trug er den Spitznamen „Popeye“). Egan fungierte als Berater bei den Dreharbeiten und übernahm auch die Nebenrolle von Simonson, dem Vorgesetzten von Doyle. Als weitere Hollywood-Angebote folgten, verabschiedete sich Egan von der Polizei und arbeitete fortan als Schauspieler. Als Vorbild für die von Roy Scheider gespielte Figur des Russo diente Egans Polizeipartner Sonny Grosso (1930–2020), der später als technischer Berater und Mitproduzent von Polizeiserien wie Kojak – Einsatz in Manhattan und Baretta tätig war.
Laut Friedkin war ursprünglich der legendäre New Yorker Zeitungskolumnist Jimmy Breslin für die Rolle des Jimmy „Popeye“ Doyle vorgesehen. Dann entschied sich Friedkin allerdings, die Rolle mit Peter Boyle neu zu besetzen. Als dieser – neben James Caan – die Rolle ablehnte, fiel die Wahl schließlich auf Gene Hackman und bedeutete dessen Durchbruch als Charakterdarsteller.
Auch Steve McQueen wurde eine der Hauptrollen des Films angeboten. Da dieser aber 1968 bereits einen Polizisten in Bullitt gespielt hatte, lehnte er das Angebot ab.
Die Besetzung Fernando Reys ist auch einem Irrtum zu verdanken. William Friedkin wollte einen Schauspieler besetzen, den er zuvor in dem Film Belle de Jour – Schöne des Tages (1967) gesehen hatte. Nachdem er Rey das erste Mal traf und sah, dass er nicht der Schauspieler war, den er erwartet hatte, telefonierte er mit dem Besetzungschef Robert Weiner und erfuhr, dass dieser den Namen von Rey mit dem des richtigen Schauspielers, Francisco Rabal, verwechselt hatte. Friedkin wollte Rey daraufhin feuern; da Rabal aber nicht zur Verfügung stand und kein Wort Englisch sprach, entschied er sich schließlich doch für Fernando Rey.
Die Rollen des Vorgesetzten und eines Kollegen von „Popeye“ und „Cloudy“ wurden mit den wahren Polizeibeamten Eddie Egan und Sonny Grosso besetzt, auf denen die Charaktere von „Popeye“ und „Cloudy“ basieren. Roy Scheider und Gene Hackman patrouillierten mit Egan für einen Monat, um sich auf die Rolle vorzubereiten. Während dieser Zeit half Hackman einen Verdächtigen festzunehmen und wurde deshalb wegen Amtsanmaßung angeklagt.
Am Ende des Films werden die Zuschauer durch eine Einblendung darüber informiert, dass „Popeye“ und „Cloudy“ aus dem Drogendezernat versetzt wurden. Eddie Egan war immer unglücklich darüber, dass der Film impliziert, dass dies Sonny Grosso und ihm auch in Wirklichkeit passiert sei. Tatsächlich wurden die Polizisten erst vier Jahre später getrennt und hatten noch zwei ähnliche Drogenfälle aufgeklärt.
Der „New Hollywood“-Klassiker French Connection – Brennpunkt Brooklyn wurde u. a. mit fünf Oscars und drei Golden Globes ausgezeichnet. Ein Zeitungsartikel zitiert einen der Schauspieler damit, „dass diese oft die Dialoge des Drehbuchs ignorierten und dafür Sprüche und Aussagen verwendeten, die ihnen die Polizeiberater während der Proben gaben“. Ironischerweise gewann das Drehbuch ebenfalls einen Oscar.
French Connection II, die von John Frankenheimer gedrehte Fortsetzung von French Connection – Brennpunkt Brooklyn – diesmal ohne Roy Scheider – konnte an den großen Erfolg des ersten Teils anknüpfen.

### Synchronisation
Es existieren zwei deutsche Synchronfassungen, eine für die Bundesrepublik Deutschland und eine für die DDR. Die West-Fassung entstand bei der Berliner Synchron. Lutz Arentz schrieb das Dialogbuch und Friedrich Schoenfelder führte Regie. Die Ost-Fassung entstand im DEFA Studio für Synchronisation in Ost-Berlin. Werner Klünder schrieb das Dialogbuch und Johannes Knittel führte Regie.
| Rolle                     | Darsteller           | Synchronsprecher (BRD 1972) | Synchronsprecher (DDR 1974) |
| ------------------------- | -------------------- | --------------------------- | --------------------------- |
| Det. Jimmy „Popeye“ Doyle | Gene Hackman         | Horst Niendorf              | Horst Kempe                 |
| Det. Buddy „Cloudy“ Russo | Roy Scheider         | Rolf Schult                 | Klaus Piontek               |
| Alain Charnier            | Fernando Rey         | Friedrich Schoenfelder      | Gerd Biewer                 |
| Salvatore „Sal“ Boca      | Tony Lo Bianco       | Wolf Roth                   | Ernst Meincke               |
| Pierre Nicoli             | Marcel Bozzuffi      | Friedrich G. Beckhaus       | ?                           |
| Henri Devereaux           | Frédéric de Pasquale | Christian Rode              | ?                           |
| Mulderig                  | Bill Hickman         | Edgar Ott                   | ?                           |
| Marie Charnier            | Ann Rebbot           | Barbara Peters              | Helga Sasse                 |
| Weinstock                 | Harold Gary          | Konrad Wagner               | ?                           |
| Angie Boca                | Arlene Farber        | ?                           | Evelyn Heidenreich          |
| Simonson                  | Eddie Egan           | Gerd Duwner                 | ?                           |
| La Valle                  | André Ernotte        | Joachim Kemmer              | ?                           |

Des Weiteren sprachen in der DEFA-Fassung: Hannjo Hasse, Fred Alexander, Peter Borgelt, Robert Hanke und Harald Warmbrunn.

## Auszeichnungen
Insgesamt erhielt der Film fünf Oscars und drei weitere Nominierungen sowie drei Golden Globes und zahlreiche andere Preise, wodurch er als einer der besten Filme des Genres gilt.
- Oscarverleihung 1972
  - Bester Film
  - Beste Regie (William Friedkin)
  - Bester Hauptdarsteller (Gene Hackman)
  - Bestes adaptiertes Drehbuch (Ernest Tidyman)
  - Bester Schnitt (Gerald B. Greenberg)

Des Weiteren war der Film in den Kategorien Bester Nebendarsteller (Roy Scheider), Beste Kamera (Owen Roizman) und Bester Ton (Theodore Soderberg, Christopher Newman) für den Oscar nominiert.
- Golden-Globe-Verleihung 1972
  - Bester Film – Drama
  - Beste Regie (William Friedkin)
  - Bester Hauptdarsteller in einem Drama (Gene Hackman)

Außerdem gewann Gene Hackman 1971 beim National Board of Review den Preis als Bester Darsteller.
- Auszeichnungen vom renommierten American Film Institute
  - 1998: Platz 70 der besten 100 Filme aller Zeiten
  - 2007: Platz 93 in der gleichnamigen Liste
  - Platz 8 in der Liste der 100 besten Thriller aller Zeiten
  - Die von Gene Hackman verkörperte Rolle des Jimmy „Popeye“ Doyle erreichte Platz 44 in der Liste der 50 Top Kinohelden aller Zeiten.

- Library of Congress
  - 2005: Aufnahme in das National Film Registry

## Kritiken
„Ein virtuos inszenierter Thriller, der realistische Details und die Atmosphäre der Originalschauplätze geschickt zur Spannungssteigerung verwendet und mit der Figur des Detektivs Doyle das komplexe Porträt eines kaputten, desillusionierten Einzelkämpfers entwirft.“

„Ein Meilenstein: So realistisch, grimmig und packend war bis dahin noch kein Polizeifilm. Regisseur William Friedkin brachte nach eigenen Angaben die Erfahrung von über 2000 TV- und Dokumentarfilmen in seinen Low-Budget-Reißer ein, dessen Verfolgungsjagd Kinogeschichte schrieb. Der brillante Gene Hackman feierte hier den Durchbruch. Fazit: Fesselnd und gnadenlos – ganz genau wie 1971.“

„Ein Action-Thriller der High-Class, den William Friedkin in einer düsteren, nassen, kalten und skrupellosen Atmosphäre des New Yorks der 70er Jahre inszenierte – mit einer grandiosen Besetzung, aus der vor allem Gene Hackman, aber auch Roy Scheider und Fernando Rey hervorstechen. Ein Portrait über einen hasserfüllten, desillusionierten Cop, der als Einzelkämpfer bereit ist, alles für den Erfolg seiner Polizeiarbeit zu tun. Ein Klassiker.“

## Sonstiges
Im Nachtclub haben The Three Degrees einen Cameoauftritt, bei dem sie Everybody Gets to Go to the Moon singen.
In einer der Einstellungen des Films, als der Lincoln Continental Mark III aus einem Frachtschiff entladen wird, sind die beiden Türme des World Trade Centers (1973–2001) während ihrer Entstehung zu sehen.
Während der Hochbahnverfolgungsjagd rammt „Popeye“ ein Auto, welches aus einer Grundstücksausfahrt kommt. Dieser Unfall – bei dem niemand verletzt wurde – war kein geplanter Teil aus dem Drehbuch; zwar waren die Straßen für diese Szene abgesperrt worden, die Grundstücksausfahrten dabei allerdings vergessen worden.
Die Erschießung des französischen Killers wurde in Brooklyn an der Metrostation Bay 50th Street und der Showdown auf Wards Island (im East River) gefilmt.